# Roberto Heras
Roberto Heras Hernández (Béjar, 1 de fevereiro de 1974) é um ciclista profissional espanhol.
Venceu a Vuelta a España por três vezes (recorde). Ele bateu esse recorde ao vencer pela 4ª vez em 2005, mas foi mais tarde desqualificado após uma amostra de urina sua retirada durante a Vuelta ter dado positivo, encontrando-se a substância proibida EPO.